# Stokes sats
Stokes sats, efter George Gabriel Stokes, innebär att för varje kontinuerligt deriverbar funktion F gäller, då C = ∂S är en sluten kurva i rummet,  att
1. {\displaystyle \oint _{C}{\mathbf {F} \cdot {\text{d}}\mathbf {r} }={\iint }_{S}\left(\nabla \times \mathbf {F} \right)\cdot {\text{d}}\mathbf {S} ={\iint }_{S}{\mbox{rot }}\mathbf {F} \cdot {\text{d}}\mathbf {S} } 
eller
 {\displaystyle \oint _{C}{P}{\text{d}}x+{Q}{\text{d}}y+{R}{\text{d}}z={\iint }_{S}\left(R_{y}'-Q_{z}'\right){\text{d}}y{\text{d}}z+\left(P_{z}'-R_{x}'\right){\text{d}}z{\text{d}}x+\left(Q_{x}'-P_{y}'\right){\text{d}}x{\text{d}}y}
2. {\displaystyle \oint _{C}{\mathbf {F} \times {\text{d}}\mathbf {r} }=-{\iint }_{S}{\left({\text{d}}\mathbf {S} \times \nabla \right)\times \mathbf {F} }}
3. {\displaystyle \oint _{C}{\Phi {\text{d}}\mathbf {r} }={\iint }_{S}{\left({\text{d}}\mathbf {S} \times \nabla \right)\Phi }}

Dessa formler kan generaliseras med tensornotation.
{\displaystyle \int _{S}\epsilon _{rst}\partial _{t}A_{jk...}{\text{d}}S_{s}=\oint _{C}A_{jk...}{\text{d}}x_{r}}
där εijk betecknar Levi-Civita-tensorn.
Inom differentialgeometrin används en formalism som tillåter dessa likheter att skrivas som ett enda uttryck, ibland kallat generaliserade Stokes sats:
{\displaystyle \int _{\partial \Omega }\omega =\int _{\Omega }{\text{d}}\omega }
där ω är en differentialform och d är den yttre differentialen, Ω en orienterad mångfald, ∂Ω är dess rand och alla integraler är tagna på lämpligt sätt. En stor fördel med detta synsätt är att det inte beror av dimensionen. I många vanliga tillämpningar är integreringsområdet Ω (eller S) ett n-dimensionellt område och ∂Ω (eller C) är dess n-1-dimensionella rand. Genom att använda denna formel på integraler över endimensionella reellvärda funktioner, där randen av ett intervall blir dess två ändpunkter, erhålls analysens fundamentalsats. Andra specialfall inkluderar formlerna ovan och även Greens sats.